# Porcellio decorus
Porcellio decorus is een pissebed uit de familie Porcellionidae. De wetenschappelijke naam van de soort is voor het eerst geldig gepubliceerd in 1929 door Strouhal.